# L’immensità
«L’immensità» — итальянская песня, написанная Доном Баки и Моголом. Впервые исполнена Доном Баки и Джонни Дорелли в 1967 году на Фестивале итальянской песни в Сан-Ремо, где заняла 9-е место. Возможный перевод названия как «Бесконечность» был дан Владимиром Сиверовым в выпуске его передачи «Поющие меридианы» на радиостанции «Маяк».

## Кавер-версии
- София Ротару. Исполняла её дважды: в оригинальной итальянской версии (вышел сингл — миньон) и в украинской версии Сизокрилий Птах. Украинская версия стала саундтреком в фильме Червона рута и была вошла в альбом Единому в 2003 году в ремастеризоанной версии.
- Мина (альбом Sabato sera — Studio Uno 1967 год)
- Бедрос Киркоров (1967)
- Франческо Ренга
- Тото Кутуньо
- Лили Иванова (альбом «Камино», 1969) на болгарском — «В безкрайността»
- Кармело Заппулла (Parentesi, 2008 год)
- Il Volo
- Gianna Nannini (2015)

Звучала в кинофильмах «Отпуск в сентябре» и «Мама вышла замуж» режиссёра Виталия Мельникова